# دررفتگی
دررفتگی (به انگلیسی: luxation) یک جابجایی دائمی در سطوح مفصلی نسبت به یکدیگر است. دررفتگی کامل در صورت از دست دادن ارتباط بین دو سطح مفصلی کامل است ولی هنگامی که قطع تماس مشتقات مفصلی جزئی باشد٬ دررفتگی نسبی (subluxation) نام می‌گیرد. در هنگام دررفتگی کامل٬ مفصل چنان پیچیده یا کشیده شده که استخوان‌ها از محل طبیعی خود در مفصل خارج یا جابه جا شده و ممکن است رباط‌ها نیز کشیده یا پاره شوند.

## سبب‌شناسی
اتیولوژی و سبب‌شناسی دررفتگی سه بخش را دربرمی‌گیرد:
- تروماتیک: پس از ضربه سخت و یک ترومای شدید٬ بخش انتهایی استخوان به‌طور کامل جابجا می‌شود.
- دژنراتیو (پاتولوژیک): مربوط به آسیب کپسول لیگامانی (مانند آرتریت روماتوئید).
- ناهنجاری مادرزادی: دفورمه بودن مفصل و انتهای استخوان (مثلاً لگن).

مهم‌ترین علامت در رفتگی بی حرکت ماندن سر استخوان در رفته در محل جدید بوده که همراه با کبودی و درد زیاد است.

## نگارخانه

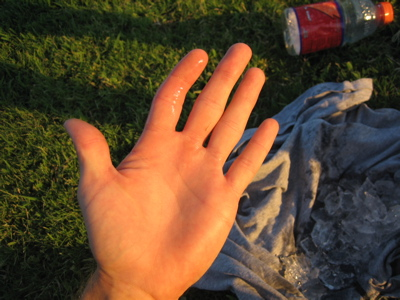
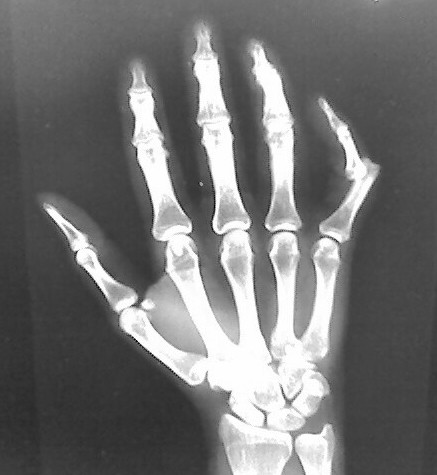
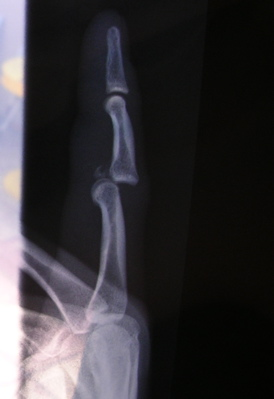
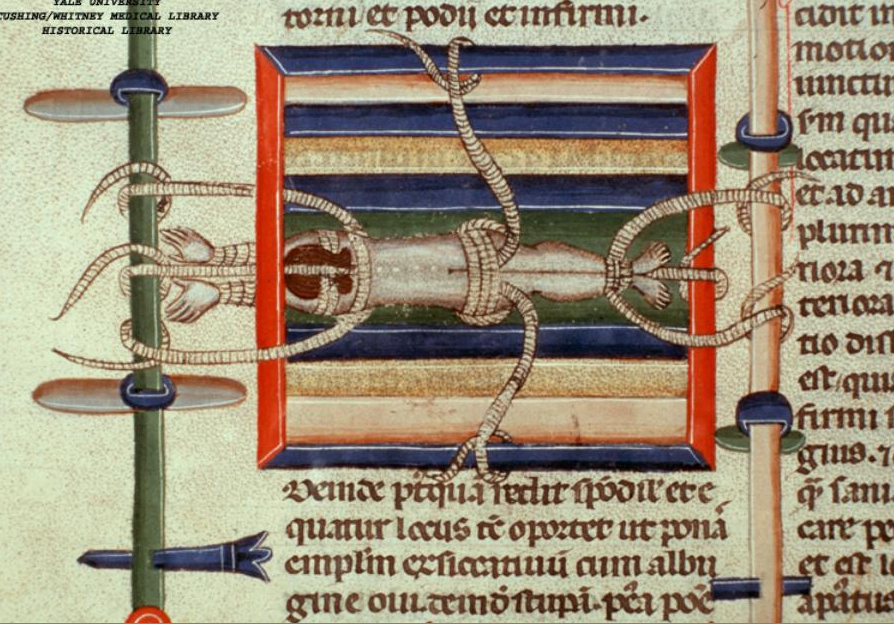
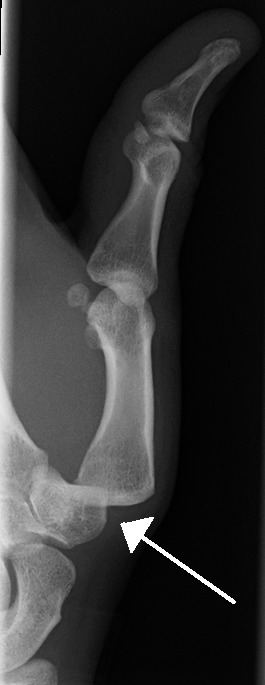